# Louise Boynton
Mary Louise Boynton (Georgetown, Massachusetts, 1868 - Tannersville, Nova York, 3 de març, 1951) va ser una periodista i editora de diaris estatunidenca. Va ser secretària personal i companya de l'actriu Maude Adams. Louise Boynton era la filla gran de Casimir Whitman Boynton i Eunice Adelia Harriman Boynton. Es va graduar a Vassar College el 1894.
El 1897, Boynton i la seva germana Georgie van comprar un setmanari de Nova Jersey, el Perth Amboy Republican, que més tard van convertir en diari fins al 1903, amb Louise Boynton com a directora i la seva germana com encarregada de la part econòmica. Va ser acreditada com a editora del llibre de la seva germana de 1914, The Efficient Kitchen, i les germanes van coescriure un llibre de receptes econòmiques, The Golden Grains (1932).

A partir de 1905, Boynton va tenir una relació íntima amb l'actriu Maude Adams, de qui els mitjans deien que era secretària personal i infermera. El 1913 es va elaborar un perfil d'Adams a Good Housekeeping, en que es deia de Boynton que era 
| « | una companya que és consultada sobre totes les qüestions transcendentals de vestuari o de producció agrícola; que està present a la prova de cada efecte escènic i és la companya en cada viatge pel país; realment una perfecta ajudant tant en les coses petites de la vida com en les grans. | » |

Boynton i Adams van viure i viatjar juntes des de 1905 fins a la mort de Boynton el 1951, per un aparent atac de cor. Les seves tombes es troben sota una làpida compartida, als terrenys del Convent del Cenacle a Ronkonkoma, Long Island.